# A Föld inváziója – Csata: Los Angeles
A Föld inváziója – Csata: Los Angeles (eredeti címe: Battle: Los Angeles, névváltozatok: Battle: LA, Battle Los Angeles, World Invasion: Battle Los Angeles) 2011-es amerikai katonai science fiction akciófilm, amelyet Jonathan Liebesman rendezett. Amerikában 2011. március 11.-én jelent meg. A főszerepben Aaron Eckhart, Michelle Rodriguez, Ramón Rodríguez, Bridget Moynahan, Ne-Yo és Michael Peña látható. A filmzenét Brian Tyler szerezte.

## Cselekmény
Mikor a földönkívüli lények hatalmas fenyegetéssé válnak majd megtámadják a Földet, egy tapasztalt tengerészgyalogos  törzsőrmesternek és oszatgának kell megmentenie a világot a pusztulástól.

## Szereplők
- Aaron Eckhart: Michael Nantz
- Michelle Rodriguez: Elena Santos
- Bridget Moynahan: Michele
- Michael Peña: Joe Rincon
- Ne-Yo: Kevin J. "Specks" Harris
- Cory Hardrict: Jason "Cochise" Lockett
- Lucas Till: Scott Grayston
- Noel Fisher: Shaun "Casper" Lenihan
- Ramón Rodríguez: William Martinez
- Adetokumboh M'Cormack: Jibril A. "Doc" Adukwu
- Jim Parrack: Peter J. "Irish" Kerns
- Will Rothhaar: Lee "Cowboy" Imlay
- Neil Brown Jr.: Richard "Motown" Guerrero
- Taylor Handley: Corey Simmons
- James Hiroyuki Liao: Steven "Motorolla" Mottola
- Gino Anthony Pesi: Nick C. "Stavs" Stavrou
- Joey King: Kristen
- Bryce Cass: Hector Rincon
- Jadin Gould: Amy

## Fogadtatás
A film összességében negatív kritikákat kapott. A Rotten Tomatoes oldalán 36%-ot ért el 207 kritika alapján, és 4.86 pontot szerzett a tízből. A Metacritic honlapján 37 pontot szerzett a százból, 35 kritika alapján.
Roger Ebert fél csillagot adott a filmre, kritikájában pedig "hangos, erőszakos és hülye" filmnek nevezte. A The New Yorker kritikusa, Anthony Lane ugyan egy kicsivel jobb kritikát adott a filmre - azáltal, hogy ennél rosszabb filmekhez hasonlította.
A filmet a Los Angeles Times, a The New York Times, a USA Today az Entertainment Weekly és a Variety is negatívan értékelték. A San Francisco Chronicle kritikusa, Mick LaSalle viszont pozitívan értékelte.

## Folytatás
Eckhart kifejezte az érdeklődését egy folytatás iránt. Egy 2012. március 25.-i interjúban Jonathan Liebesman elmondta, hogy a forgatókönyv írása megkezdődött. Elmondása szerint a "költségvetés ugyanolyan nagy lesz".